# Михальчук Костянтин Петрович
Костянтин Петрович (Ко́сть) Михальчу́к (21 грудня 1840 (2 січня 1841), с. Зозулинці, Козятинський район, Вінницька область — 7 (20) квітня 1914, Київ) — український мовознавець і етнограф, член Київської Старої Громади, дійсний член НТШ у Львові, Українського Наукового Товариства у Києві, Історичного Товариства Нестора-Літописця. У своїй праці "Наречия, поднаречия и говоры Южной России" («Труды» за ред. П. Чубинського. Т. 7) виступив основоположником української діалектології. Автор багатьох праць з терену мовознавства (історичної фонетики та морфології, генези української мови тощо).

## Життєпис

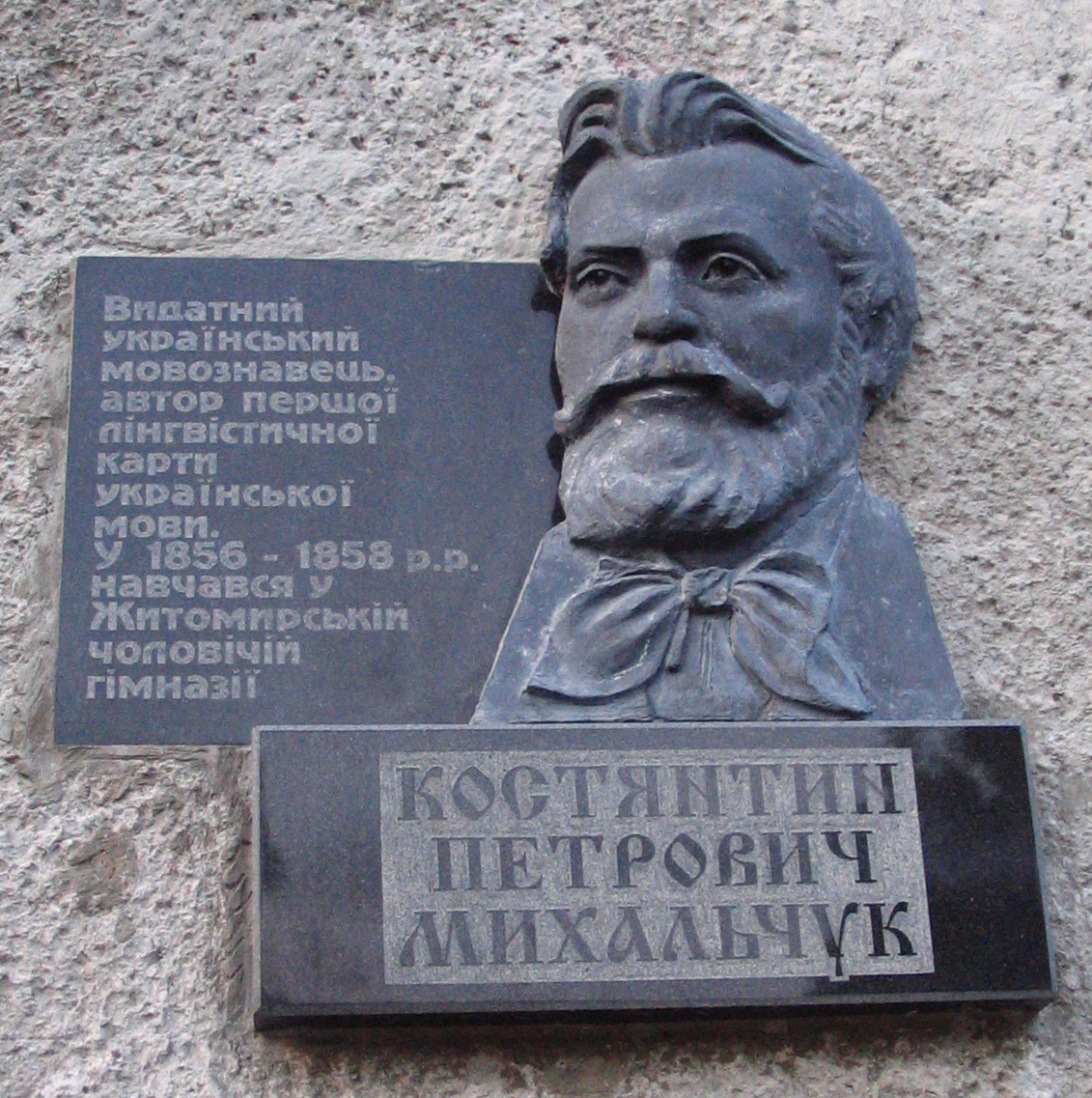
Пам'ятна дошка в м.Житомир

Будинок на вул. Кирилівскій, 41 у Києві, у якому впродовж 1873—1914 років мешкав Кость Михальчук

В 1856–1858 роках навчався в Житомирській чоловічій гімназії. В 1859–1861 у Київському університеті. Там він став одним із засновників «хлопоманства» — громадського руху, що виник серед шляхетської молоді, яка прагнула зближення з «простим українським народом». 1861 року змушений був покинути навчання в університеті, повернувся на Житомирщину.
З 1873 року мешкав у Києві. З 1873 року до кінця життя працював завідувачем головної контори та головним бухгалтером «Товариства Київського пивоварного заводу». Співпрацював з Південно-Західним відділом Російського географічного товариства (1873—1876), Петербурзькою Академією Наук. Співробітничав у журналі «Киевская старина», виданнях «Зоря», «Діло», «Правда» та інших.
З 1893 року був дійсним членом Наукового товариства ім. Шевченка. У 1908—1914 роках — відповідальний редактор «Записок» Українського наукового товариства. Окрім того, був членом Історичного товариства Нестора-літописця, Київського літературно-артистичного товариства (з 1890 року), Київського товариства заохочення мистецтв (1891—1897) та його наступника, Київського товариства старожитностей і мистецтв (з 1897 року).
Основоположник наукової української діалектології. В описових працях методологічно був одним з попередників структуралізму. Досліджував проблеми української діалектології, історії української мови, українського правопису, методології лінгвістики. Вперше здійснив системний опис українських діалектів на основі порівняльних матеріалів, одержаних після обстеження українських говірок за єдиною програмою, визначив діалектне членування української мови, окреслив межі поширення трьох наріч — північного, південно-західного. і південно-східного — і менших одиниць діалектного поділу.

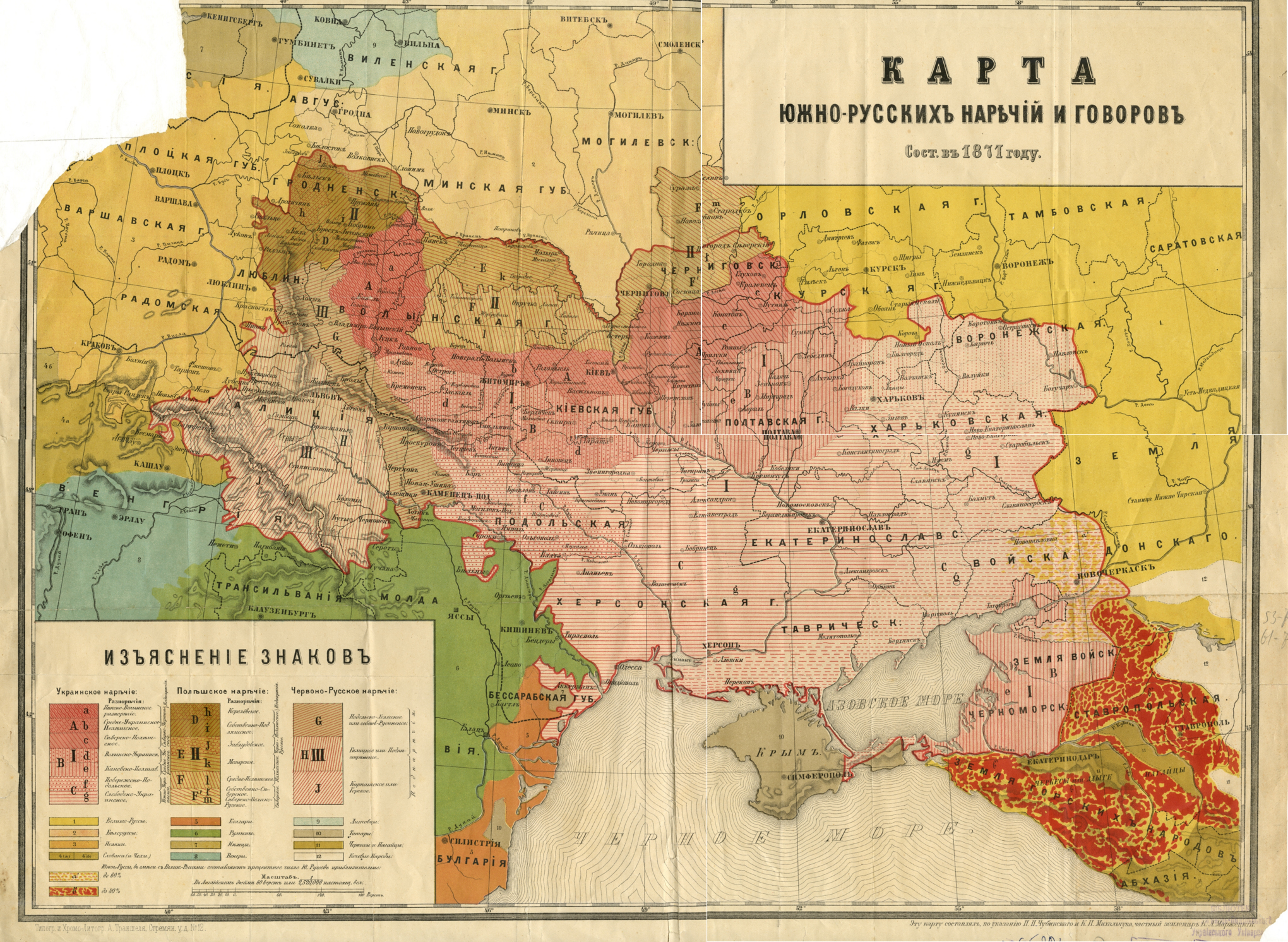
Карта «південно-руські наріччя та говірки» 1871 р.

Разом з етнографом Павлом Чубинським Костянтин Михальчук 1871 року склав першу карту українських говорів. Обґрунтував поділ діалектів на давні й новожитні, запропонував пояснення генези багатьох явищ сучасних діалектів («Наріччя, піднаріччя і говори південної Росії у зв'язку з наріччями Галичини», 1872, рос. мовою). В етногенетичних дослідженнях обстоював автохтонність південно-давньоруського населення Київщини, запропонував критерії розмежування структурно і генетично близьких мов, наріч («Відкритий лист до О. М. Пипіна з приводу його статей у „Вестнике Европы“…», 1909). Обґрунтував наддіалектний характер літературної мови; утверджував право української мови і культури на безперешкодний розвиток ["Що таке малоруська (південноруська) мова?", 1899; «До питання про малоруську літературну мову», 1898, опубліковано 1929; обидві — рос. мовою].
Сформулював наукові принципи обстеження українських діалектів, що заклали підвалини їхнього типологічного вивчення («Програма до збирання діалектних одмін української мови», 1909, у співавторстві з Є. Тимченком; «Програма для збирання особливостей малоруських говорів», 1910, рос. мовою, у співавторстві з А. Кримським). У публіцистичних статтях, надрукованих в газетах і журналах, виступав на захист української мови і культури, зокрема одна з його статей на сторінках газети «Діло» називалася «Чого хотять від нас Росияни».
Як редактор і порадник, вклав багато праці у видання «Української граматики» та «Російсько-українського словаря» Є.Тимченка, «Українського словаря» за ред. Б. Грінченка.
З квітня 1873 до самої смерті у квітні 1914 р. мешкав у будинку головної контори Товариства Київського пивоварного заводу (вулиця Кирилівська, 41). Цей будинок має значну меморіальну цінність. У квартирі Костя Михальчука проходили збори Старої Громади, тут бували Володимир Антонович, Дмитро Дорошенко, Михайло Драгоманов, Павло Житецький, Орест Левицький, Микола Лисенко, Володимир Науменко, Іван Огієнко, Олександр Русов, Іван Стешенко, Єлисей Трегубов, Олександр Черняхівський, Павло Чубинський.
1886 року саме у цьому будинку відвідав Костя Михальчука Іван Франко зі своєю нареченою Ольгою Хоружинською напередодні одруження.
Кость Михальчук помер у цьому будинку та був похований на Щекавицькому кладовищі. 1928 року поховання втрачено.

## Праці
- «Наріччя, піднаріччя і говори південної Росії у зв'язку з наріччями Галичини», 1872, 1877, рос. мовою
- «Що таке малоруська (південноруська) мова?», 1899; рос. мовою
- «До питання про малоруську літературну мову», 1898, опубл. 1929; рос. мовою
- «Програма до збирання діалектних одмін української мови», 1909, у співавторстві з Є. Тимченком;
- «Програма для збирання особливостей малоруських говорів», 1910, рос. мовою, у співавторстві з А. Кримським.

## Вшанування пам'яті
- провулок Костянтина Михальчука у Солом'янському районі Києва.[2]